# 1990 OS4
1990 OS4 är en asteroid i huvudbältet som upptäcktes den 25 juli 1990 av den amerikanske astronomen Henry E. Holt vid Palomarobservatoriet.
Den tillhör asteroidgruppen Maria.